# 檜垣重臣
檜垣 重臣（ひがき しげとみ、1967年2月14日 - ）は、日本の警察官僚。元警察庁生活安全局長。

## 来歴
愛知県尾張旭市出身。愛知県立旭丘高校を経て、東京大学法学部を卒業後、1991年 (平成3年)、警察庁入庁。
入庁後、栃木県警察本部刑事部捜査第二課長、警視庁警備部特科車両隊長、警察庁交通局交通企画課理事官、兵庫県警察本部警備部長、警視庁交通部交通総務課長、警察庁刑事局捜査第二課長、警察庁長官官房国家公安委員会会務官などを歴任。
2018年7月31日、和歌山県警察本部長に就任し、警察相談課の犯罪被害者支援などの業務と総務課の警察音楽隊や広報室を統合し広報県民課と、機動捜査隊と刑事企画課の捜査情報分析業務を統合し、機動捜査分析課を新設することなどに取り組んだ。
2020年8月24日、警察大学校副校長兼警察庁長官官房審議官(生活安全局担当)に就任し、ストーカー規制法や銃刀法の改正に携わった。
2021年8月30日、岡山県警察本部長に就任。在任中、六代目山口組と池田組の抗争激化を受けて両団体を特定抗争指定暴力団に指定するなど、岡山県内の治安維持に努め、G7広島サミットや倉敷市で開催された「労働雇用大臣会合」の警備対策に尽力した。
2023年8月7日、警察庁生活安全局長に就任。在任中、悪質ホストクラブ対策や金属盗対策などに取り組んだ。
2025年7月18日、辞職。

## 略歴
- 1991年4月-  警察庁入庁[4]
- 1994年8月-  栃木県警察本部刑事部捜査第二課長[20]
- 1996年3月-  岡山県警察本部刑事部捜査第二課長[21]
- 1997年8月-  警察庁生活安全局生活安全企画課課長補佐心得[22]
- 1998年8月-  警察庁生活安全局生活安全企画課課長補佐[22]
- 2002年4月-  警察庁長官官房総務課課長補佐[22]
- 2004年4月-  警視庁警備部理事官(特科車両隊長事務取扱)[22][23]
- 2005年3月-  警察庁交通局交通企画課課長補佐[22]
- 2005年8月-  警察庁交通局交通企画課理事官 (任警視正)[22]
- 2007年8月-  兵庫県警察本部警備部長[24]
- 2009年3月-  警視庁交通部交通総務課長[25]
- 2011年8月-  警察庁刑事局捜査第一課検視指導室長[26]
- 2012年
  - 7月-  警察庁刑事局捜査第一課検視指導室長兼内閣府大臣官房死因究明等推進会議設置等準備室企画官[4]
  - 9月-  警察庁刑事局捜査第一課検視指導室長兼内閣府大臣官房死因究明等推進会議事務局企画官[4]
- 2014年4月- 警察庁長官官房付(内閣官房内閣参事官(内閣官房副長官補付)) (任警視長)[4][27]
- 2016年
  - 3月-   警察庁刑事局捜査第二課長[28][29]
  - 11月- 警察庁長官官房国家公安委員会会務官[30][31]
- 2018年7月- 和歌山県警察本部長[8][32]
- 2020年8月- 警察大学校副校長兼警察庁長官官房審議官(生活安全局担当) (任警視監)[10][11]
- 2021年8月- 岡山県警察本部長[12][13][14]
- 2023年8月- 警察庁生活安全局長[5][6]
- 2025年7月- 退官